# Волошино (Родіоново-Несвітайський район)
Волошино — хутір в Родіоново-Несвітайському районі Ростовської області, Росія.
Адміністративний центр Волошинського сільського поселення.
Населення — 762 особи (2010 рік).

## Історія
Сучасний хутір Волошино склався внаслідок об'єднання хуторів Волошине й Сабліно. Підтвердженням цьому служать два окремі кладовища у кожному з цих невеликих поселеннях.
За свідченнями старожилів на місці молокозавода раніше перебувала звана україномовними хуторянами «Панська садиба», а в районі пам'ятника Героям загиблим землякам 1941—1945 років стояли «панські комори» та «панські льохи». На кладовищі до недавнього часу можна було зустріти чимало «сторічних» кованих хрестів й литі надгробні плити, — наочне свідчення давньої й славної історії. До сьогодні дожили пара погнутих хрестів, що не були вкрадені місцевими збірниками металобрухту.
За радянської доби у Волошино розташовувалася центральна садиба й правління колгоспу «Побєда» (одного з найбільших господарств Ростовської області). Працювали молочна ферма з літніми вигулу, свинарник, пташник, стайня, молзавод, бійня, ремонтні майстерні, ковальня, струм, маслоцех і навіть вітряк. На полях, крім зернових, вирощували овочі і цукровий буряк. Були сади й виноградник. Діти ходили в дитячий сад, а в середині 1980-х років звели нову середню школу.

## Географія
Хутір розташовано на лівому березі Сухого Несвітаю, лівої притоки Тузлової.

### Вулиці
| - вул. Зарічна, - вул. Леніна, - вул. Новоселів, - вул. Виробнича, - вул. Просвіти, - вул. Садова, - вул. Північна, | - вул. Радянська, - вул. Співдружності, - вул. Сонячна, - вул. Стадіонна, - вул. Центральна, - вул. Експериментальна, | - пер. Східний, - пер. Західний, - пер. Малий, - пер. Степовий, - пер. Шкільний, - пер. Південний. |